# Сімаков Олег Олександрович
Олег Олександрович Сімаков (рос. Олег Александрович Симаков; нар. 3 січня 1976, Александров, Владимирська область, РРФСР) — російський футболіст, півзахисник. Майстер спорту України.

## Життєпис
Вихованець клубу «Торпедо» (Владимир). Перший тренер — Дмитро Бєлов. Дорослу футбольну кар'єру розпочав у 1993 році в клубі «Торпедо» (Владимир). У 1996 році перейшов до «Спартака» (Рязань). На початку 1998 року перейшов до українського клубу «Кривбас» (Кривий Ріг), у футболці якого дебютував 17 березня 1998 року у Вищій лізі в поєдинку проти маріупольського «Металурга». Фіналіст Кубка України 1999/00. У 2001 році отримав важку травму, через що змушений був завершити кар'єру професіонального футболіста.
Повернувся в Александров, де виступав за «Фаетон» (2007, 2008). Згодом — тренер дитячої та юнацької команд ФК «Фаетон» (станом на 2013 рік), керівник МБУ «ЦФКіС дітей та юнацтва „Рекорд“», голова федерації футболу Александровського району (з квітня 2012), директор стадіону «Рекорд» (станом на 2018).
Одружений, двоє дітей: донька та син.

## Досягнення
- Вища ліга України
  -  Бронзовий призер (2): 1999, 2000

- Кубок України
  -  Фіналіст (1): 2000

- Друга ліга Росії
  -  Бронзовий призер (1): 1997